# 利谷隆
利谷隆（英語：Linuron，化学名：3-(3,4-二氯苯基)-1-甲氧基-1-甲基脲）是一种苯脲类除草剂，用以控制谷物田中杂草的生长。
利谷隆是光系统 II的抑制剂。
利谷隆是雄激素受体（AR）的拮抗剂，作为内分泌干扰物对动物有生殖毒性。